# Depot I von Staré Sedlo
Das Depot I von Staré Sedlo (auch Hortfund I von Staré Sedlo) ist ein Depotfund der frühbronzezeitlichen Aunjetitzer Kultur aus Staré Sedlo, einem Ortsteil von Stádlec im Jihočeský kraj, Tschechien. Es datiert in die Zeit zwischen 1800 und 1600 v. Chr. Das Depot befindet sich heute im Nationalmuseum in Prag.

## Fundgeschichte
Das Depot wurde 1864 westlich von Staré Sedlo auf einem vorgeschichtlichen Gräberfeld in einem Grabhügel gefunden. Es ist aber unwahrscheinlich, dass es sich um Grabbeigaben handelt. Die Fundstelle liegt am Südhang eines Berges, der spornartig die Smutná überragt. Aus der näheren Umgebung stammen noch zwei weitere Depotfunde, die allerdings in die späte Bronzezeit datieren: einer wurde etwa 1 km östlich ebenfalls in Staré Sedlo gefunden, der zweite südlich in Rataje.

## Zusammensetzung
Das Depot besteht aus 18 Bruchstücken von insgesamt elf bronzenen Miniatur-Spangenbarren. Sie sind aus dünnem Blech gefertigt und in der Mitte ausgeweitet. Ihre Enden sind leicht ausgeweitet, verdickt und an den Unterseiten meist löffelartig ausgehämmert. Ein Exemplar hat eine Länge von 167 mm, die restlichen Stücke sind nicht vermessen worden.